# Sar-e Pol (provins)
35°36′N 66°18′Ø / 35.600°N 66.300°Ø
Sar-e Pol-provinsen er en af Afghanistans 34 provinser. Den ligger i den nordlige del af landet. Administrationscenteret er byen Sar-e Pol. Provinsen grænser til Jowzjan, Balkh, Samangan, Bamiyan, Ghowr og Faryab (med uret fra nord).
Dari er hovedsproget i provinsen, der hovedsageligt er beboet af usbeker, pashtuner, og hazaras men der er også arabere og tadsjiker.